# Popioły (województwo warmińsko-mazurskie)

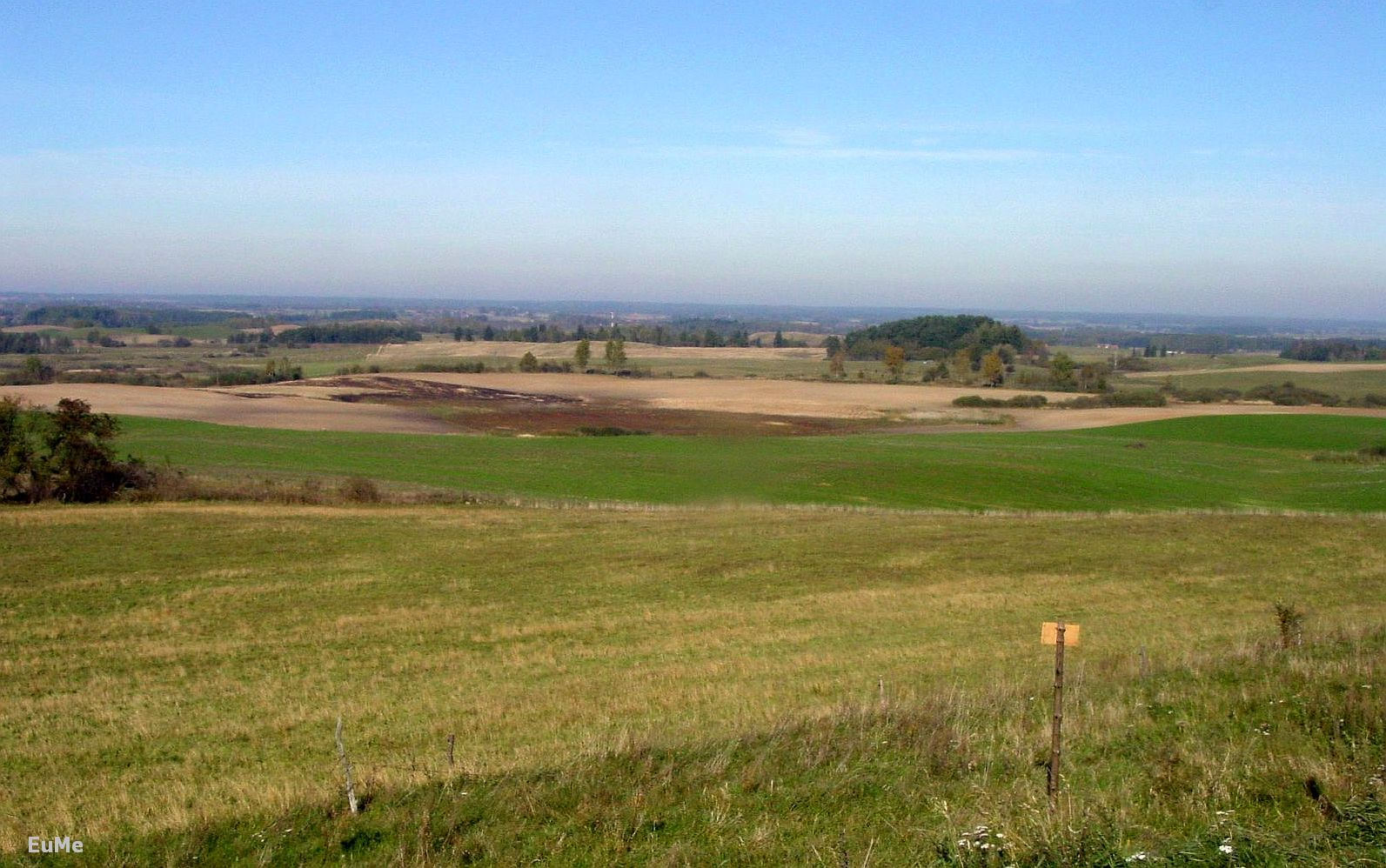
Popielska dolina

Popioły (niem. Albrechtswiesen, do 1938 r. Popiollen) – wieś w Polsce, położona w województwie warmińsko-mazurskim, w powiecie węgorzewskim, w gminie Budry, nad rzeką Gołdapą. Miejscowość zamieszkuje 250 osób.

## Nazwa
16 lipca 1938 r. w miejsce nazwy Popiollen wprowadzono nazwę Albrechtswiesen. 12 listopada 1946 r. nadano miejscowości polską nazwę Popioły.

## Charakterystyka
Popioły są miejscowością rolniczą. Prowadzi przez nie droga z Węgorzewa do Gołdapi.
W miejscowości znajdują się m.in. zabytkowy poniemiecki młyn oraz chałupa podcieniowa. W Popiołach znajduje się także zabytkowy cmentarz niemiecki.

## Historia
Najstarsze znane wzmianki o Popiołach pochodzą z 1558 r.
W 1925 r. w miejscowości mieszkały 373 osoby, w 1933 r. – 518 osób, a w 1939 r. – 495 osób.
W latach 1975–1998 miejscowość należała administracyjnie do województwa suwalskiego.